# Oratorium w Germigny-des-Prés

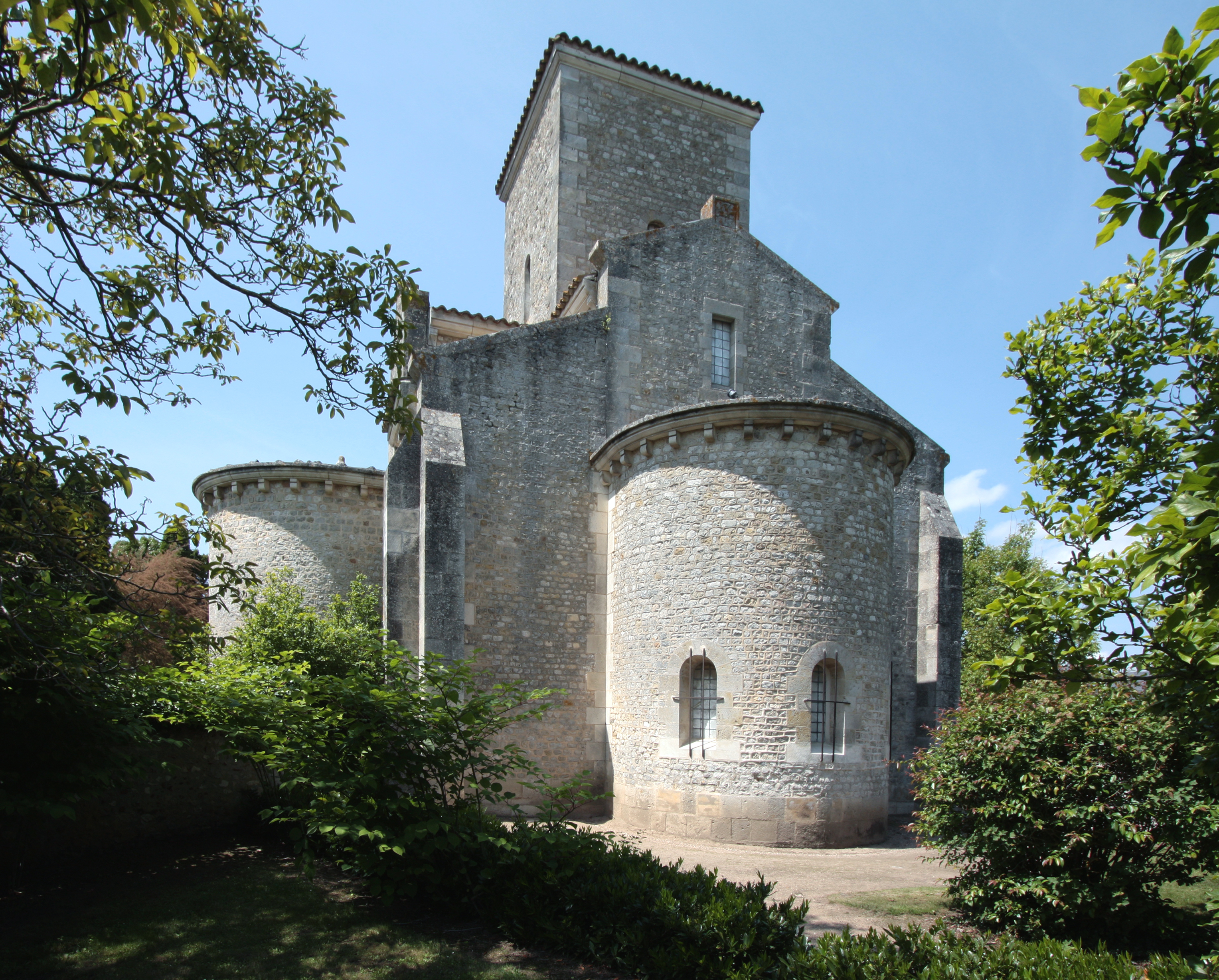
Oratorium

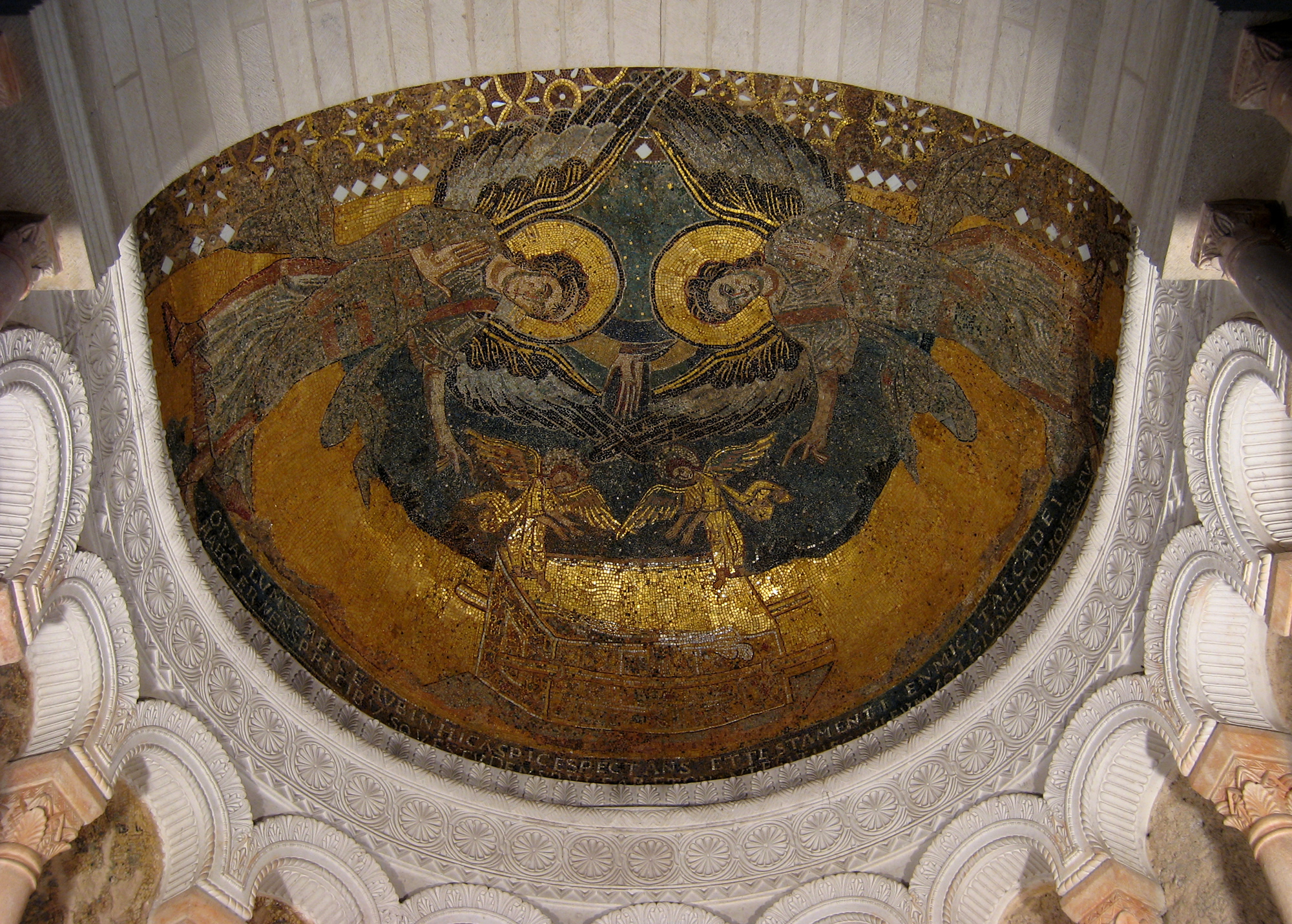
Mozaika

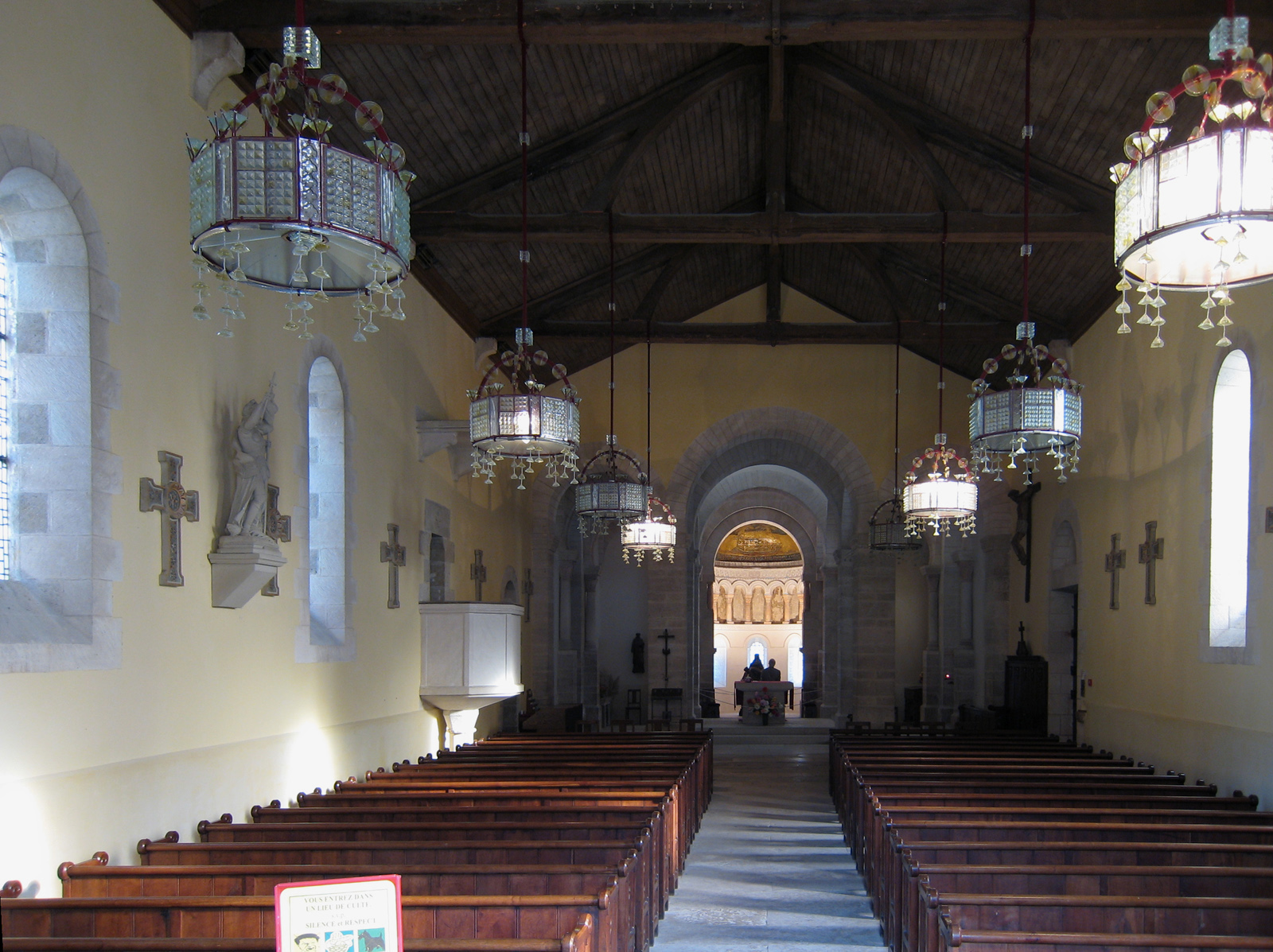
Wnętrze kościoła

Oratorium w Germigny-des-Prés – kościół pochodzący z okresu karolińskiego, znajdujący się w środkowej Francji. Rocznie odwiedza ok. 100 tys. turystów, podczas gdy samo Germigny-des-Prés liczy 457 mieszkańców.
Oratorium zostało wzniesione w 806 roku dla Teodulfa, biskupa Orleanu, missus dominicus Karola Wielkiego. Była to prywatna kaplica, stanowiąca część willi Teodulfa, pierwotnie wybudowana na planie krzyża greckiego wpisanego w kwadrat, dzięki temu posiadała trzy trójprzęsłowe nawy. Architektem budowli był Odo, pochodzący z Armenii, zapewne ten sam, który wzniósł kaplicę pałacową dla Karola Wielkiego w Akwizgranie. W XI wieku w oratorium wybuchł pożar, w związku z czym zostało przebudowane. Kolejne modyfikacje miały miejsce w XV, XVI i XIX wieku (ta ostatnia prowadzona była przez architekta Juste Lischa).
Wschodnia apsyda ozdobiona jest mozaiką, datowaną na IX wiek. Jest to jedyna mozaika pochodząca z tego okresu, która zachowała się we Francji, a odnaleziona została przez przypadek ok. 1820 roku pod warstwą farby wapiennej. Mozaika ma 9 m² i składa się ze 130 tys. płytek. Przedstawia Arkę Przymierza z dwoma aniołami na tle rozgwieżdżonego nieba, między którymi widoczna jest ręka Boga.